# Vivette Samuel
Vivette Samuel, geborene Hermann, (geboren 1919 in Paris; gestorben 2006 ebenda) war eine französische jüdische Sozialarbeiterin, Widerstandskämpferin in der Résistance und Direktorin der OSE (Œuvre de secours aux enfants).

## Leben
Vivette Hermann studierte vor der deutschen Besetzung in Paris Philosophie. Ihre Eltern, Nahum Hermann und Rachel Spirt, waren ukrainische Juden, die sich in Frankreich zionistisch engagierten. Vivette Hermann selbst reiste zwar in den 1930er-Jahren nach Palästina, war aber selbst keine Zionistin.
Im Jahr 1939 verbrachte sie eine kurze Zeit in Barcelona, wo sie als Freiwillige während des Spanischen Bürgerkriegs Kinder mit Milch versorgte – ihre erste Erfahrung mit Fürsorgearbeit.

### Engagement im Zweiten Weltkrieg
Nach der deutschen Besatzung von Paris im Mai 1940 floh Hermann nach Südfrankreich. Dort setzte sie ihr Studium in Toulouse fort. Im Sommer 1941 wurde sie von Andrée Salomon angeworben, um für die OSE (Œuvre de Secours aux Enfants) zu arbeiten. Hermann sprach fließend Deutsch, was einer der Gründe war, warum die OSE daran interessiert war, sie einzustellen.

#### Zeit in Rivesaltes

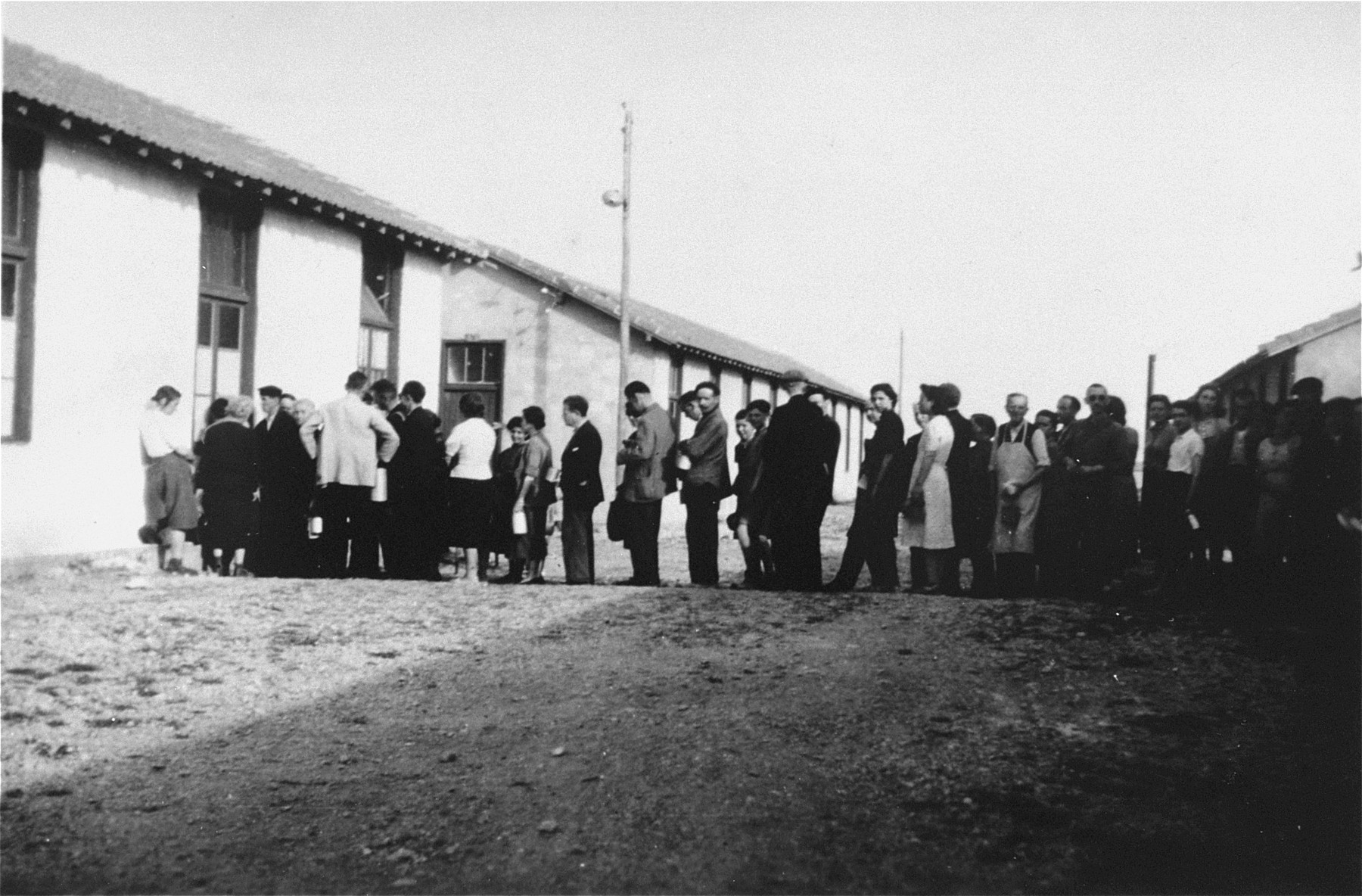
Häftlinge stehen im März 1942 im Lager Rivesaltes für Hilfsleistungen an – zur Zeit als Vivette Hermann dort aktiv war

Hermann wurde nun eine sogenannte internée volontaire (zu dt.: freiwillig Internierte). Im Alter von nur 22 Jahren begab sie sich im November 1941 freiwillig in das Lager Rivesaltes. Das Nîmes-Komitee – ein Zusammenschluss von 25 internationalen Hilfsorganisationen – hatte im Jahr 1941 von der Vichy-Regierung die Erlaubnis erhalten, Kinder unter 15 Jahren aus den Vichy-Internierungslagern zu befreien. Um dies vor Ort zu organisieren und den Häftlingen humanitär zu helfen, zogen nun Krankenschwestern, Sozialarbeiterinnen, Kindergärtnerinnen und Ärzte freiwillig in die Lager. Schweizer Krankenschwestern (wie Friedel Bohny-Reiter, Emma Ott und Elsa Lüthi-Ruth) oder amerikanische Sozialarbeiterinnen konnten sich ihrer Situation relativ sicher sein. Für französische Jüdinnen wie Hermann war die Gefahr jedoch wesentlich größer, da die zunehmend antisemitisch agierende Vichy-Regierung auch jederzeit beschließen konnte, die „freiwilligen Internierten“ der OSE nicht wieder herauszulassen.
Im Jahr 1999 veröffentlichte Vivette Hermann eine Autobiographie unter dem Titel Die Kinder retten über ihre Zeit in Rivesaltes, die in Teilen auf ihrem Tagebuch aus Kriegszeiten basiert. Da sie das Buch unter ihrem Ehenamen Samuel veröffentlichte, wird sie in der Forschungsliteratur zu Rivesaltes oft fälschlicherweise als Vivette Samuel bezeichnet, obwohl sie zu diesem Zeitpunkt noch Hermann hieß. Ihre ersten Eindrücke an das Lager beschrieb sie später wie folgt:

„Am Eingang des weiträumigen Lagers weht eine Trikolore. […] Die Wege sind leer, doch plötzlich kommen uns einige Kinder entgegen. Schmutzig und zerlumpt, in graue Decken gehüllt, kommen sie auf dem steinigen Boden nur mühsam voran. […] Das ist die Realität des Lagers. Zwei Welten prallen aufeinander: ich, gut gekleidet, in einem roten Pulli, den ich mir im Sommer […] gestrickt habe, […] und festen Schuhen mit Kreppsohle, […] – und die Kinder, zusammengekrümmt, vor Kälte zitternd, in ihren schmutzigen Decken. Welch ein Gegensatz gleich im ersten Augenblick zwischen der Welt, aus der ich komme, und dem Elend im Lager!“

Zu Hermanns Aufgaben gehörte es, die Eltern davon zu überzeugen, sich von ihren Kindern zu trennen, die Kinder auf die Trennung vorzubereiten sowie alle administrativen Hürden zu überwinden und Verhandlungen mit der Lagerverwaltung zu führen.
Innerhalb von nur sieben Monaten gelang es Hermann, 400 jüdische Kinder aus Rivesaltes zu befreien. Die meisten kamen daraufhin in Kinderheimen der OSE unter. Im Juni 1942 verließ Hermann schließlich Rivesaltes.

#### Hochzeit und weiteres Engagement
Im Oktober 1942 heiratete Vivette Hermann ihren OSE-Kollegen Julien Samuel im OSE-Kinderheim Le Couret und nahm den Familiennamen Samuel an. Anschließend arbeitete sie als Fürsorgerin für die OSE in Marseille und später Limoges und half verfolgten Jüdinnen und Juden.
Am 19. Januar 1944 gelang es Vivette Samuel während einer Razzia im OSE-Büro in Limoges, gerade noch rechtzeitig durch eine Hintertür zu fliehen. Ihr Vater Nahum Hermann jedoch wurde verhaftet und in Auschwitz im Gas getötet. Daraufhin ging Samuel in den Untergrund und überlebte den Rest des Krieges im Versteck.

### Nachkriegszeit

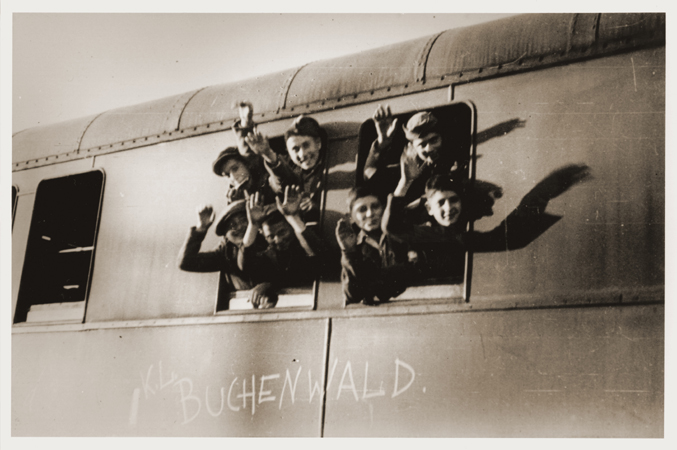
Befreite Kinder aus dem KZ Buchenwald auf dem Weg nach Frankreich

In der unmittelbaren Nachkriegszeit kümmerte sich Samuel gemeinsam mit OSE-Kolleginnen und -Kollegen um hunderte Kinder aus dem befreiten KZ Buchenwald – darunter den späteren Nobelpreisträger Elie Wiesel.
Nach Kriegsende ließ sich Samuel nun auch offiziell zur Sozialarbeiterin ausbilden. Sie arbeitete zuerst für ADIR, L’Association des anciennes déportées et internées de la Résistance, eine Organisation für ehemalige deportierte Widerstandskämpfer und Widerstandskämpferinnen.
Ab 1954 arbeitete sie wieder für die OSE, wo sie amerikanische Methoden der Sozialarbeit wie Case Work einführte. Samuel blieb den Rest ihres Berufsleben bei der OSE. Von 1980 bis 1985 war sie schließlich Generalsekretärin. Als eine ihrer letzten Initiativen gründete sie das Archiv der OSE, das sich bis heute in Paris befindet.
Vivette Samuel starb 2006 in Paris.

## Auszeichnungen
- 1985: Légion d’honneur[7]

## Publikationen
- Die Kinder retten (Original: Sauver les enfants). Fischer, Frankfurt am Main 1999, ISBN 978-3-596-14005-3.